# Supplementstern
Als Supplementsterne (engl. Ergänzung) werden Fixsterne mit genau vermessenen Sternörtern bezeichnet, die in den nächsten Jahren in einen Fundamentalkatalog aufgenommen werden sollen.
Die Zusammenfassung in eigene Listen bzw. Files dient auch der Stimulierung von Koordinatenmessungen – vor allem solchen von absolutem Charakter.
Ein Fundamentalkatalog dient der möglichst genauen Definition des himmlischen (zälestischen) Koordinatensystems für die Koordinaten Rektaszension (abgek. RA oder α) und Deklination (Dec oder δ).
Solche präzisen Koordinatenrahmen (siehe auch Bezugssystem) benötigt die Astronomie und die Geodäsie für verschiedenste Berechnungen auf der Erde, im Sonnensystem und im interstellarem bzw. intergalaktischen Weltraum. Ein von außen definiertes Inertialsystem ist auch für die Physik und die Zeitsysteme vonnöten.
Der Supplementkatalog FK4sup galt für die Zeit zwischen 1964 und 1988 als geeignete Ergänzung des damals gültigen FK4. Er umfasste zunächst knapp 1000 Sterne, später über 3000, die noch etwas an Genauigkeit zurücklagen.

Solche Ergänzungen sind einerseits zur Homogenisierung der Sternverteilung notwendig. andererseits etwa für Astrolabien oder Zenitkameras, für deren Messungen die 1500 Fundamentalsterne zu wenig waren (rund 1 Stern auf 30 Quadratgrad).
Die folgende Tabelle zeigt einige Kennwerte der Fundamentalsysteme FK3 bis FK5, sowie der zwei in den Zwischenzeiten gültigen Supplementkataloge.
| Kurz- name | Stern- anzahl | Offizieller Name             | publ. | Messung   | Messung           |
| Kurz- name | Stern- anzahl | Offizieller Name             | publ. | Örter     | Eigen- bewegungen |
| ---------- | ------------- | ---------------------------- | ----- | --------- | ----------------- |
| FK3        | 873           | Dritter Fundamentalkatalog   | 1937  | 1912–1915 |                   |
| FK3sup     | +662          | (Zusatzsterne, Band II)      | 1938  | Ø 1913    | 1845–1930         |
| FK4        | 1535          | Fourth Fundamental Catalogue | 1963  | Ø 1950    |                   |
| FK4sup     | 1111          | Supplement Stars FK4/5       | ~1965 |           |                   |
| FK5        | 1535          | Fifth Fundamental Catalogue  | 1988  | Ø 1975    |                   |
| FK5sup     | 3117          | Supplement Stars of FK5      | 1991  |           |                   |
| Hipp.      | 118000        | Hipparcos-Katalog            | 1998  | 1989–1993 | 1989–1993         |

Anmerkung: Der Hipparcos- ist kein Fundamentalkatalog im strengen Sinn, sondern wurde nur dem FK5-System genau angepasst und hat es „versteift“.